# Zbilidy
Obec Zbilidy (německy Rot Neustift) se nachází v okrese Jihlava v Kraji Vysočina. Žije zde 218 obyvatel.

## Název
Název se vyvíjel od varianty Zbilid (1341), Zbilidy (1371, 1436, 1458), Zbijlidi (1602), na Zezbilidech (1615), Zbilydi (1654), Zbylidi (1787), Zbility (1848).

## Historie
První písemná zmínka o obci pochází z roku 1341.

## Přírodní poměry
Zbilidy leží v okrese Jihlava v Kraji Vysočina. Nachází se 4 km jižně od Branišova, 6 km jihozápadně od Větrného Jeníkova a 3 km od Šimanova, 8 km západně od Vyskytné nad Jihlavou a 4 km západně od Jiřína, 4,5 km severně od Dušejova, 3 km severovýchodně od Opatova, 3 km východně od Dudína a 3,5 km jihovýchodně od Ústí. Geomorfologicky je oblast součástí Křemešnické vrchoviny a jejího podcelku Humpolecká vrchovina, v jejíž rámci spadá pod geomorfologický okrsek Vyskytenská pahorkatina. Průměrná nadmořská výška činí 636 metrů. Nejvyšší bod, Hrachovec (686 m n. m.), leží jižně od obce. Na jihovýchodní hranici katastru strojí Boucko (661 m n. m.) a severně od Zbilid pak vrch Čihadlo (665 m n. m.) a Hvíždův vrch (656 m n. m.). Územím protéká Maršovský potok, na němž se východně od obce rozkládá Maršovský rybník. V jižní části katastru se pak nachází Jedlovský potok. Část území evropsky významné lokality Šimanovské rašeliniště zasahuje i do katastru Zbilid.

## Obyvatelstvo
Podle sčítání 1921 zde žilo v 48 domech 395 obyvatel, z nichž bylo 207 žen. 394 obyvatel se hlásilo k československé národnosti. Žilo zde 371 římských katolíků a 23 evangelíků.
| Rok            | 1869 | 1880 | 1890 | 1900 | 1910 | 1921 | 1930 | 1950 | 1961 | 1970 | 1980 | 1991 | 2001 | 2006 | 2014 | 2021 |
| Počet obyvatel | 431  | 486  | 442  | 394  | 329  | 395  | 328  | 224  | 227  | 176  | 153  | 164  | 151  | 175  | 191  | 231  |

## Obecní správa a politika

### Zastupitelstvo a starosta
Obec má 7členné zastupitelstvo, v jehož čele stojí starosta Roman Hejduk.
| Období    | Voliči | Účast v % | Mandáty | Výsledky                    | Starosta      |
| --------- | ------ | --------- | ------- | --------------------------- | ------------- |
| 2002–2006 | 128    | 86,72     | 7       | 7 SNK                       | Karel Horáček |
| 2006–2010 | 145    | 85,52     | 7       | 7 SNK ve Zbilidech          | Roman Hejduk  |
| 2010–2014 | 140    | 87,14     | 7       | 4 TOP 09 3 SNK obce Zbilidy | Roman Hejduk  |
| 2014–2018 | 144    | 76,39     | 7       | 7 Žijeme ve Zbilidech       | Roman Hejduk  |

### Znak a vlajka
Právo užívat znak a vlajku bylo obci uděleno rozhodnutím Poslanecké sněmovny Parlamentu České republiky dne 9. listopadu 2010. Znak: V zeleném štítě nad stříbrnou vlnitou patou s modrým vlnitým břevnem vykračující stříbrný kůň se zlatými kopyty, provázený vlevo nahoře vztyčeným stříbrným lipovým listem. Vlajka: List tvoří čtyři vodorovné pruhy, zelený, vlnitý bílý, vlnitý modrý a zvlněný bílý, v poměru 7 : 1 : 1 : 1. V zeleném pruhu bílý vykračující kůň se žlutými kopyty a bílým vztyčeným lipovým listem nad ocasem. Poměr šířky k délce listu je 2 : 3.

## Hospodářství a doprava
V obci sídlí firmy Pražanka, spol. s r.o., První telefonní společnost s r.o., NOVOPLYN k.s. Pacov, LETECKÁ ŠKOLA VYSOČINA s.r.o., TŮMA-Pension s.r.o., Zemědělské družstvo Zbilidy, SOLEO spol. s r.o., truhlářství, Penzion Zbilidy a Restaurace Zbilidy.
Obcí prochází silnice II. třídy č. 131 z Opatova do Šimanova a komunikace III. třídy č. 13115 do Ústí a č. 13114 do Dušejova. Dopravní obslužnost zajišťuje dopravce ICOM transport. Autobusy jezdí ve směrech Humpolec, Větrný Jeníkov, Havlíčkův Brod, Dudín a Jihlava.

## Školství, kultura a sport
Místní děti dojíždějí do základní školy ve Větrném Jeníkově. Působí zde Sbor dobrovolných hasičů Zbilidy, Myslivecké sdružení Zbilidy a hokejový oddíl HC Zbilidy. V budově kulturního domu se nachází dvě bowlingové dráhy. V roce 2015 zahájil činnost spolek Rybáři Zbilidy na vodní nádrži Mordovna o rozloze 1,5 ha.

## Pamětihodnosti
- Bývalá kovárna z roku 1863 na návsi
- Pozůstatky vodní pily na řezání šindelů, pod hrází Maršovského rybníka
- Kamenná boží muka, datovaná 1774
- Dřevěná zvonička
- Pomník padlým v 1. světové válce

## Galerie

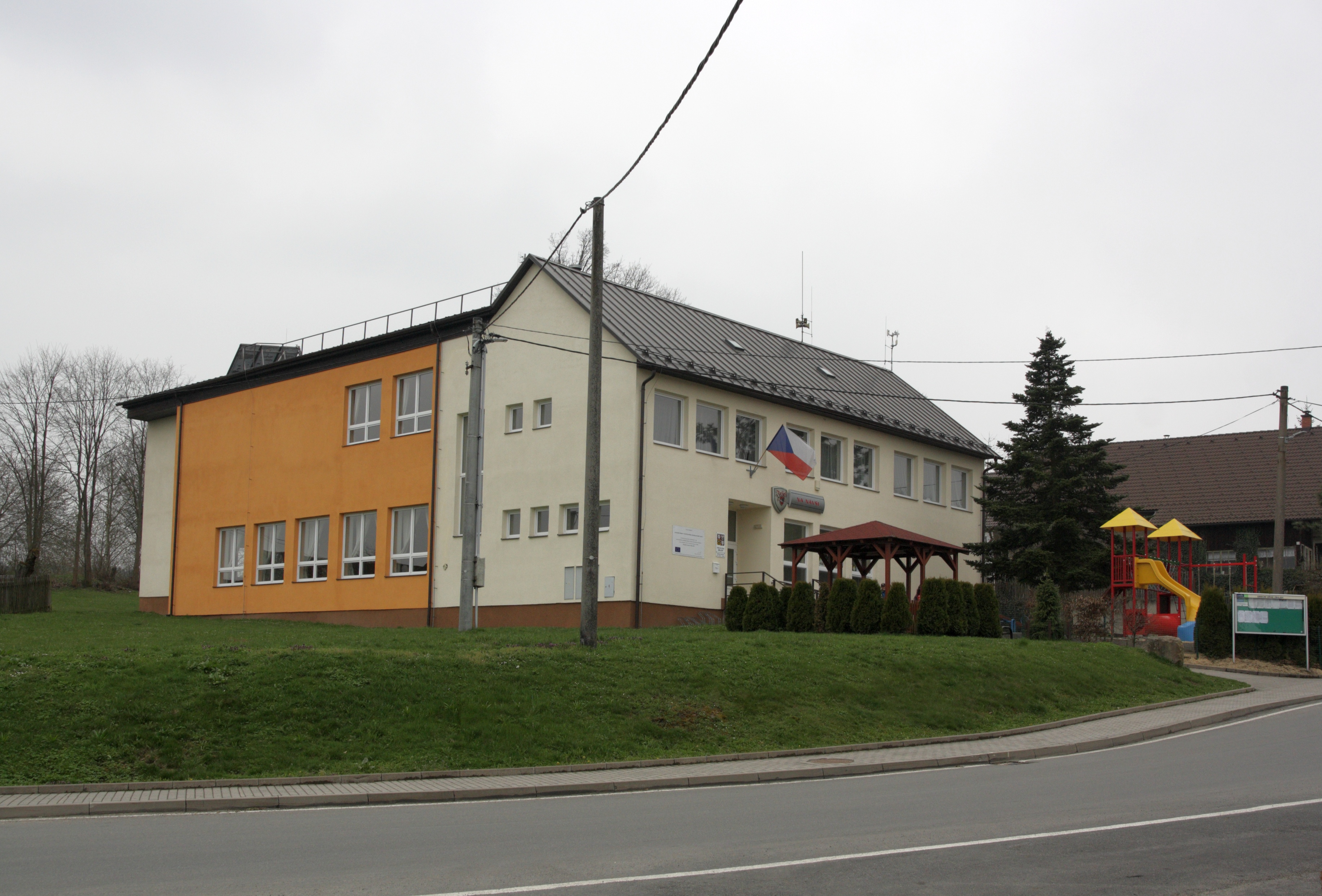
Obecní úřad
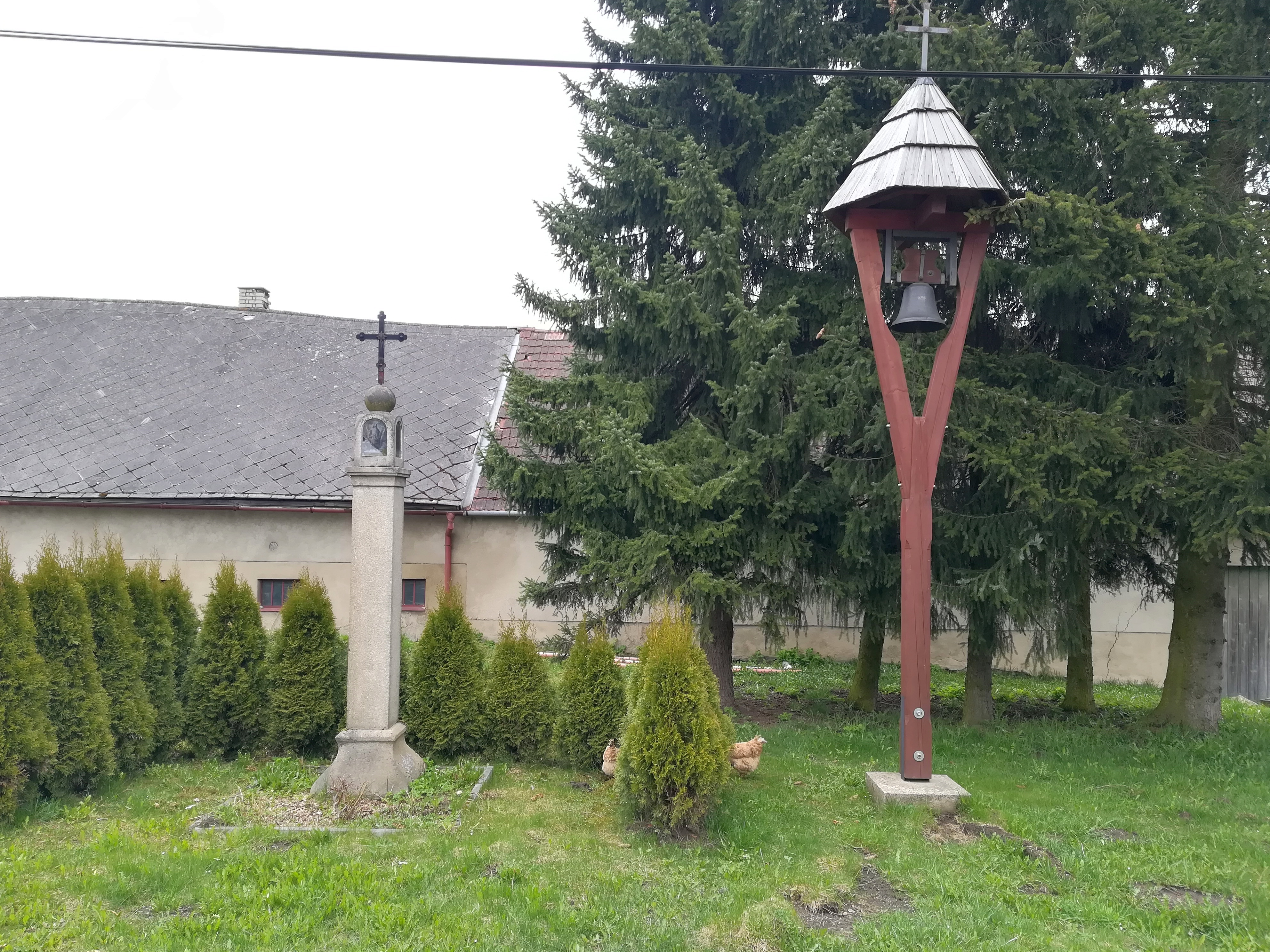
Boží muka a zvonička
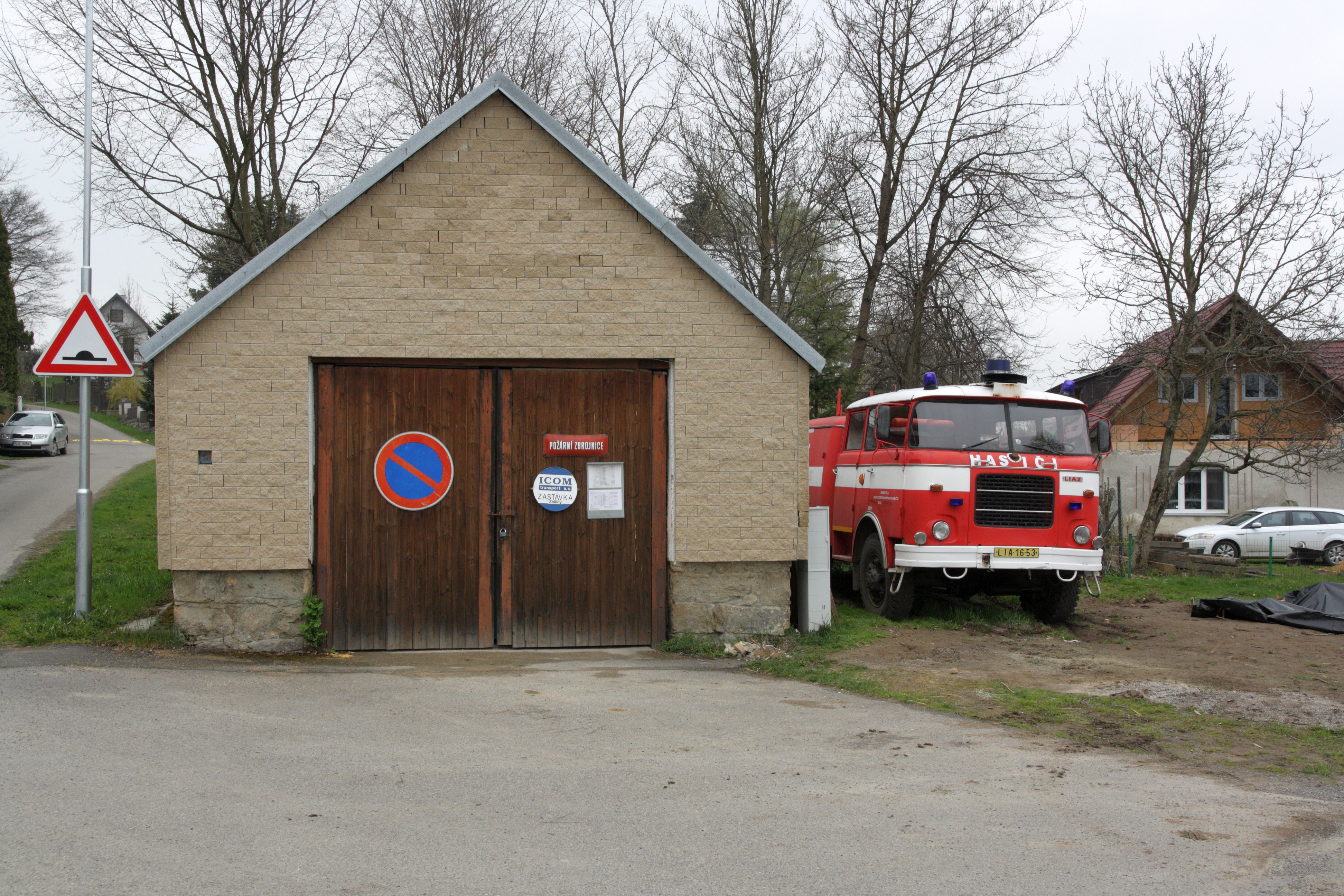
Hasičská zbrojnice
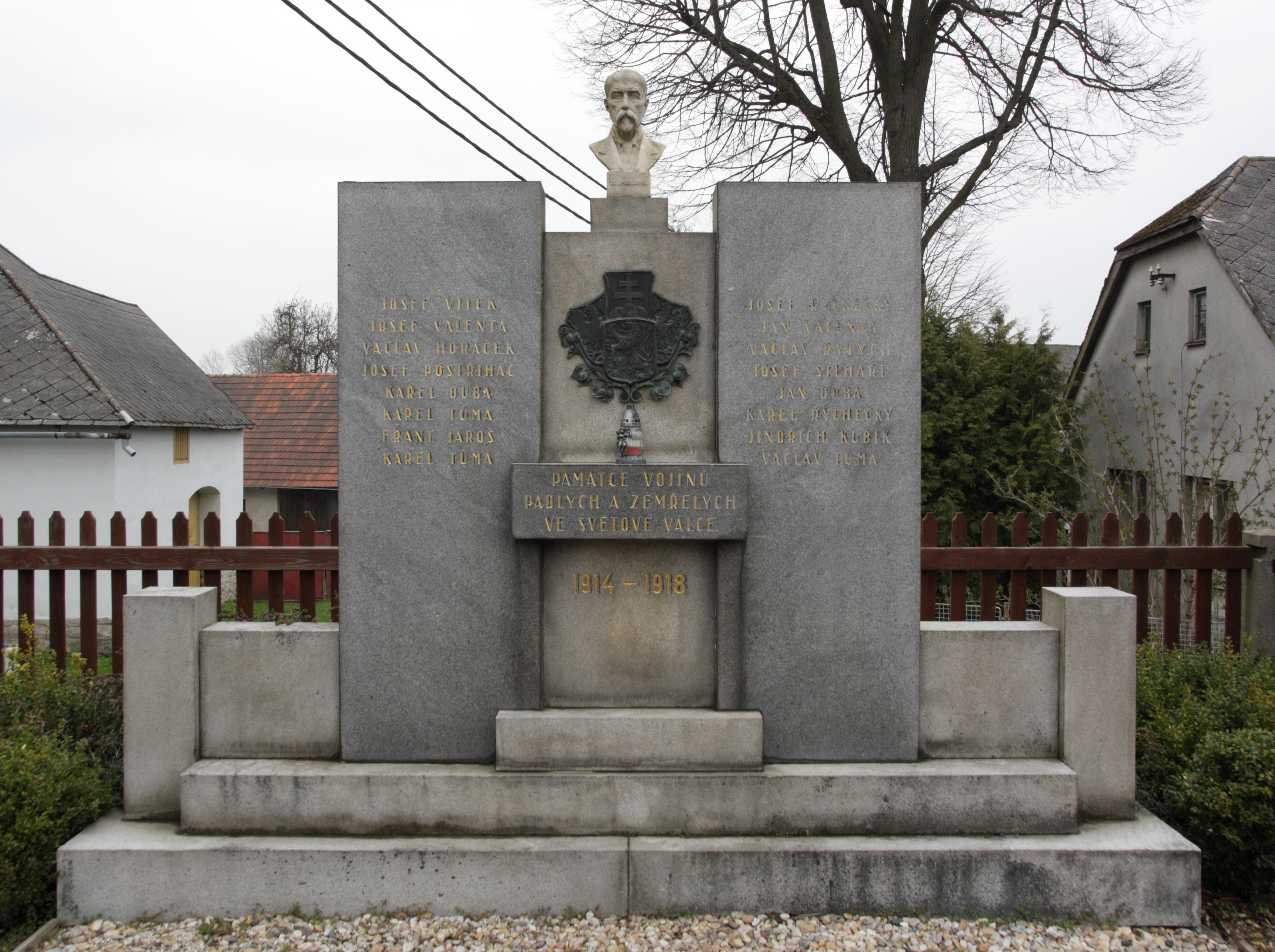
Pomník padlým
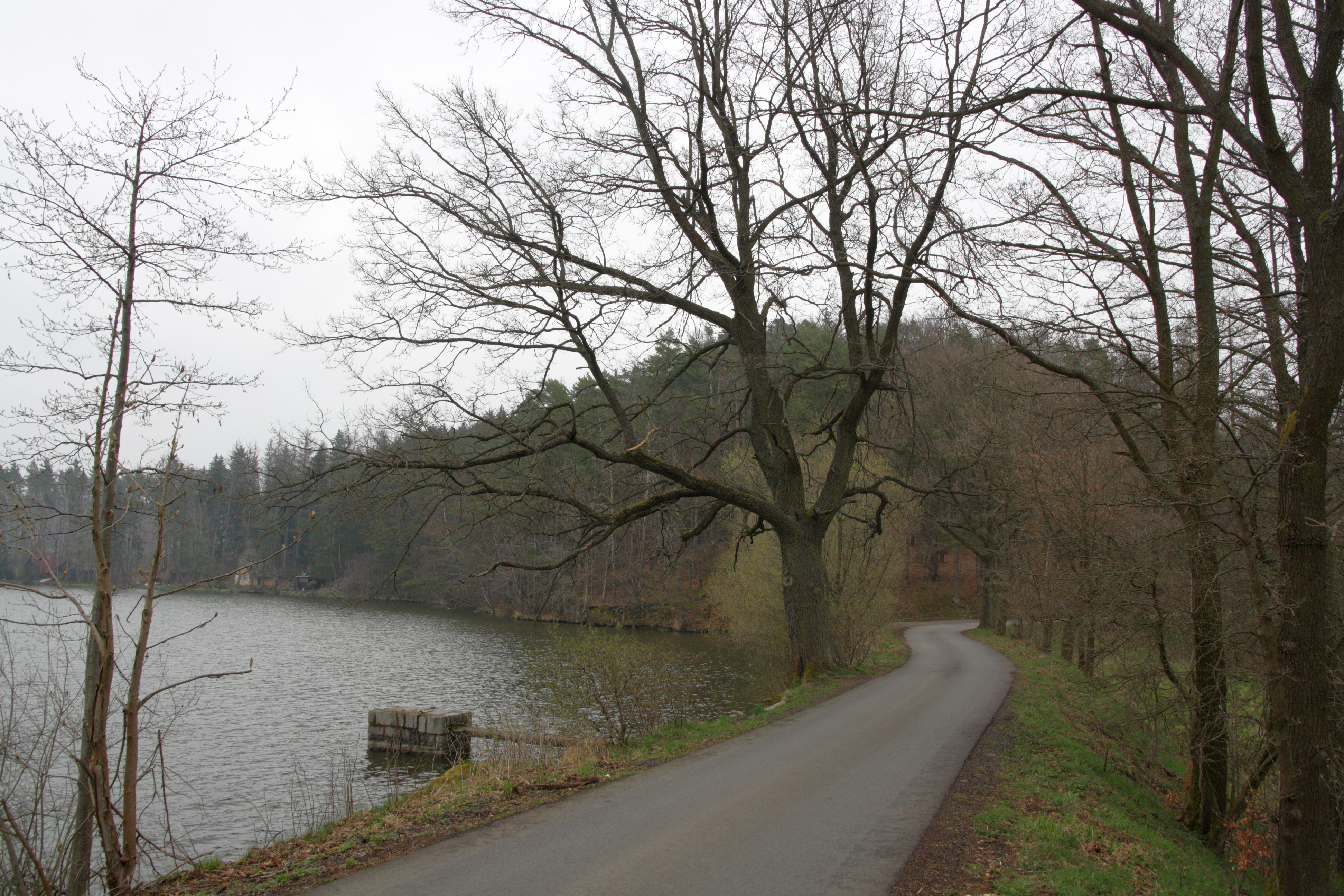
Hráz Maršovského rybníka